# Vîșhorodok, Lanivți
Vîșhorodok (în ucraineană Вишгородок) este localitatea de reședință a comunei Vîșhorodok din raionul Lanivți, regiunea Ternopil, Ucraina.

## Demografie
Componența lingvistică a localității Vîșhorodok
     Ucraineană (99,71%)
     Alte limbi (0,28%)
Conform recensământului din 2001, majoritatea populației localității Vîșhorodok era vorbitoare de ucraineană (99,71%), existând în minoritate și vorbitori de alte limbi.